# Epeios, de timmerman
Epeios, de timmerman is een hoorspel van György Lendvai. Epeios, der Zimmermann werd op 7 januari 1960 door de Rundfunk der DDR uitgezonden. De VARA zond het uit op zaterdag 7 oktober 1967. De vertaling was van C. Denoyer en de muziek van Peter van Munster, die ook de uitvoering verzorgde. De regisseur was Ad Löbler. Het hoorspel duurde 55 minuten.

## Rolbezetting
- Frans Somers (Epeios)
- Tonny Foletta (Sinon)
- Corry van der Linden (Lithia)
- Piet Ekel (Sirtis)
- Jan Wegter (Tyrton)
- Hans Veerman (Achilles)
- Joke Hagelen (Briseïs)
- Huib Orizand (Odysseus)
- Paul van der Lek (Hector)
- Hans Karsenbarg (Polydames)
- Elisabeth Versluys (Helena)
- Harry Bronk (Paris)
- Jan Verkoren, Cees van Ooyen & Coen Pronk (Themos, Tarsos & Philon)
- Tom van Beek (Agamemnon)
- Wam Heskes (Laocoön)

## Inhoud
De Trojaanse koningszoon Paris heeft Helena, de vrouw van Menelaos, geroofd en naar Troje ontvoerd. Reeds tien jaar duurt de strijd om Troje. De soldaten willen naar huis terugkeren. Dan bedenkt Odysseus het Trojaanse paard. Met de belofte, de oorlog op deze wijze snel en zonder onnodig bloedvergieten te beëindigen, haalt hij de timmerman Epeios ertoe over het paard te vervaardigen. De list slaagt. De Trojanen doden Laocoön, wiens waarschuwingen voor het onheil brengende paard ze niet willen horen, en ze worden door de Grieken verslagen. Te laat begrijpt ook Epeios dat Odysseus hem tot handlanger voor zijn bloedige strijd heeft gemaakt. Als hij Odysseus in toorn een moordenaar noemt, wordt hij voor altijd tot zwijgen gebracht. Cynisch beveelt Odysseus dat Epeios een prachtige begrafenis moet krijgen en dat de inscriptie op zijn urne moet luiden: "De as van timmermann Epeios, die Troje onderwierp"…